# Lijst van grote Griekse steden
Dit is een lijst van grote steden in Griekenland. Het inwonertal is gebaseerd op getallen van 2011.

## Steden met meer dan 200.000 inwoners
- Athina (Athene) 655.780 Attica
- Thessaloniki 322.240 Centraal-Macedonië
- Patra (Patras) 214.580 West-Griekenland

## Steden met 100.000 tot 200.000 inwoners
- Irakleio Kritis (Iraklion) 173.450 Kreta
- Peiraias (Piraeus) 163.910 Attica
- Larisa 163.380 Thessalië
- Volos 144.420 Thessalië
- Peristeri 138.920 Attica
- Rodos 115.290 Zuid-Egeïsche Eilanden
- Ioannina 111.740 Epirus
- Chania 108.310 Kreta
- Acharnes 107.500 Attica
- Nikaia-Agios Ioannis Rentis 105.230 Attica
- Chalkida 102.420 Centraal-Griekenland
- Kerkyra (Korfoe) 101.080 Ionische Eilanden
- Kordelio-Evosmos 101.010 Centraal-Macedonië

## Steden met 75.000 tot 100.000 inwoners
- Pavlos Melas 98.870 Centraal-Macedonië
- Agrinio 93.930 West-Griekenland
- Kalamaria 91.270 Centraal-Macedonië
- Keratsini-Drapetsona 91.090 Attica
- Glyfada 86.980 Attica
- Katerini 86.170 Centraal-Macedonië
- Lesvos (Lesbos) 85.330 Noord-Egeïsche Eilanden
- Ilion(Nea Liosia) 84.830 Attica
- Neapoli-Sykies 84.500 Centraal-Macedonië
- Trikala 80.900 Thessalië
- Ilioupoli 77.850 Attica
- Serres 76.240 Centraal-Macedonië

## Steden met 50.000 tot 75.000 inwoners
- Lamia 74.720 Centraal-Griekenland
- Chalandri 73.970 Attica
- Nea Smyrni 73.090 Attica
- Alexandroupoli 72.750 Oost-Macedonië en Thracië
- Amarousio 72.480 Attica
- Kifisia 71.100 Attica
- Agios Dimitrios Attikis 70.970 Attica
- Kozani 70.420 West-Macedonië
- Kavala 70.360 Oost-Macedonië en Thracië
- Pylaia-Chortiatis 70.210 Centraal-Macedonië
- Kalamata 70.130 Peloponnesos
- Zografou 70.060 Attica
- Aigaleo 69.660 Attica
- Nea Ionia Attikis 66.800 Attica
- Veroia 66.630 Centraal-Macedonië
- Komotini 66.580 Oost-Macedonië en Thracië
- Xanthi 64.450 Oost-Macedonië en Thracië
- Korydallos 63.550 Attica
- Pella 63.080 Centraal-Macedonië
- Agioi Anargyroi-Kamatero 62.440 Attica
- Palaio Faliro 62.370 Attica
- Vyronas 60.840 Attica
- Agia Paraskevi Attikis 59.500 Attica
- Drama 59.010 Oost-Macedonië en Thracië
- Galatsi 58.850 Attica
- Petroupoli 58.800 Attica
- Korinthos (Korinthe) 58.280 Peloponnesos
- Karditsa 56.460 Thessalië
- Rethymno (Rethimnon) 54.900 Kreta
- Pallini Attikis 54.390 Attica
- Thermi 53.070 Centraal-Macedonië
- Kilkis 51.990 Centraal-Macedonië
- Ampelokipoi-Menemeni 51.670 Centraal-Macedonië
- Elliniko-Argyroupoli 51.330 Attica
- Chios 51.320 Noord-Egeïsche Eilanden
- Thermaïkos 50.100 Centraal-Macedonië